# O Candidato Vieira
O Candidato Vieira (dt.: "Der Kandidat Vieira'") ist ein Dokumentarfilm über die Präsidentschaftskandidatur 2001 des Musikers und Künstlers Manuel João Vieira, gedreht von Regisseur Bruno de Almeida.

## Handlung
Manuel João Vieira, der in Portugal als Schauspieler und Musiker der Band Ena Pá 2000 bekannt wurde, aber auch bildender Künstler und Nachtklub-Betreiber ist, kandidierte 2001 für das Amt des Staatspräsidenten. Er war bereits vorher für seine satirisch-humorvollen Äußerungen vor allem als Bandtexter bekannt, in denen er sich eines formal gehobenen Portugiesisch bediente und mit Fäkalsprache vermischte. Dies machte auch seine Auftritte als Präsidentschaftskandidat aus. Diese Auftritte, sowohl im Fernsehen als auch vor begeisterten Menschengruppen, aber auch bei den juristischen Behördengängen, ähneln kabarettistischen Auftritten, und werden oft von musikalischen Auftritten mit den drei verschiedenen musikalischen Projekten Vieiras begleitet.

## Rezeption
Der Regisseur hatte bereits die Dokumentation über das Künstlerkollektiv 6=0 Homeostética gedreht, dem Manuel João Vieira angehörte. Als dieser sich 2001 zu einer aufsehenerregenden Präsidentschaftskandidatur entschied, filmte Almeida diese. Die Kandidatur Vieiras wurde überwiegend als Kuriosität und Satire empfunden und erlangte eine breite Aufmerksamkeit in den Massenmedien des Landes. Seine Versprechungen und politischen Forderungen, etwa dass jeder Portugiese einen Ferrari erhalten solle und einmal im Leben in Haft käme, wurden auch als Kritik am Politikbetrieb des Landes und seiner Ungleichverteilung von Vermögen verstanden. Vieira wurde dabei auch von bekannten Persönlichkeiten unterstützt, beispielsweise António Victorino de Almeida und seiner Tochter Maria de Medeiros. Der Film dokumentiert die verschiedenen Stationen der letztendlich gescheiterten Kandidatur, hat aber in seiner ganzen Konzeption auch den Charakter eines auf Unterhaltung zielenden Kultfilms. Bisher hielt sich Vieira an seinen zentralen Wahlkampfslogan "Ich höre erst auf, wenn ich gewählt werde" (Só desisto se for eleito) und trat bei allen Präsidentschaftswahlen in den Medien als potentieller Kandidat auf. So behielt der Dokumentarfilm bisher seinen aktuellen Bezug über die Dokumentation der Kandidatur 2001 hinaus.
Der Film wurde 2005 in einer Doppel-Edition, zusammen mit Almeidas Dokumentation zum 20-jährigen Jubiläum von Vieiras Band Ena Pá 2000, als DVD veröffentlicht.